# Antoine Chrétien de Nicolaï
Antoine-Chrétien de Nicolaï (* 12. November 1712 in Paris; † 10. März 1777 ebenda) war Chevalier und später Comte de Nicolaï, war Marschall von Frankreich.

## Leben
Antoine-Chrétien de Nicolaï war der jüngere Sohn von Jean-Aimar de Nicolaï, Marquis de Goussainville, Premier Président de la Chambre des comptes, und Françoise-Elisabeth de Lamoignon.
Am 18. März 1729 trat er als Kornett in das Régiment de Nicolaï dragons ein, das seinem Bruder Jean Aymard gehörte. Er wurde Mestre de camp und am 14. Oktober 1730 wurde er Kommandant einer Kompanie und am 27. Juni 1731 der Nachfolger seines Bruders als Kommandeur des gesamten Regiments.
Während des Polnischen Thronfolgekriegs kämpfte er mit seinem Regiment von 1733 bis 1736 in Italien. Er nahm vor allem an der Belagerung von Pizzighettone (November/Dezember 1733) und der Belagerung von Mailand (Dezember 1733) teil, sowie an der Schlacht bei Guastalla (19. September 1734) und der Schlacht bei Parma(29. Juni 1734). 1736 kehrte er nach Frankreich zurück.
Zu Beginn des Österreichischen Erbfolgekriegs war er noch Brigadier. Er kämpfte in der Rheinarmee und wurde 1744 zum Maréchal de camp befördert. In der Schlacht bei Lauffeldt am 2. Juli 1747 wurde er verwundet. Im Jahr darauf nahm er an der Belagerung von Maastricht teil. Im Dezember 1748 wurde er zum Lieutenant-général des Armées du Roi befördert.
1756 war er Gouverneur der Zitadellen von Marseille. 1757 gehörte als Kommandeur eines Armeekorps zur Deutschlandarmee unter dem Oberbefehl von Soubise bzw. Contades. Am 31. Mai 1760 wurde er zum Gouverneur von Hennegau ernannt.
1763 heiratete er Marie-Hyacinthe Ralet de Chalet, Witwe von Claude-Barthélémy de Bonnefond, Receveur général des domaines et bois der Bretagne, und Anne Érard, Marquis d’Avaugour. Die Ehe blieb ohne Nachkommen.
Am 25. März 1775 wurde er zum Marschall von Frankreich ernannt und seitdem Maréchal de Nicolaï genannt. Am 20. April 1775 verfasste er sein Testament. Am 11. Juni 1775 nahm er an der Krönung Ludwigs XVI. in Reims teil, wo er einer von vier Marschällen war, die die Insignien trugen. Er starb am 10. März 1777 in Paris.